# Médaille de la bravoure (Israël)
Pour les articles homonymes, voir Médaille de la bravoure.
La médaille de la bravoure (hébreu : עיטור הגבורה) est la plus élevée des décorations militaires israéliennes.

## Historique
La médaille a été créée en 1970 (et a été accordée rétroactivement) par la Knesset pour remplacer le statut de Héros d'Israël. Tous les détenteurs du titre de Héros d'Israël ont automatiquement reçu la médaille de la bravoure.
Les détenteurs de la médaille reçoivent plusieurs privilèges tels qu'une réduction d'impôt et des invitations à des cérémonies officielles de l'État. Les soldats qui ont reçu la Médaille de la bravoure ont également le droit d'être enterrés dans le cimetière du mont Herzl.
À ce jour, 40 médailles ont été décernées : 12 pour des actions dans la guerre d'Indépendance (les Héros d'Israël bénéficiaient automatiquement de la Médaille de la bravoure), 4 pour la crise du canal de Suez, 12 pour la guerre des Six Jours, 1 pour la guerre d'usure, 8 pour la guerre du Kippour et 3 autres attribués à d'autres occasions.

## Conception
La médaille a été conçue par Dan Reisinger (en) sous la forme d'une étoile de David. Une épée et branche d'olivier ornent la face, tandis que le revers est uni.
La médaille est attachée à un ruban jaune, une référence à l'Étoile jaune que les Juifs ont été forcés de porter au cours de la Shoah.
La médaille est frappée par l'entreprise des monnaies et médailles du gouvernement d'Israël (en), elle est fabriquée à partir de 25 grammes d'argent et le fermoir est en métal chromé.